# Rana longicrus
Rana longicrus är en groddjursart som beskrevs av Leonhard Hess Stejneger 1898. Rana longicrus ingår i släktet Rana och familjen egentliga grodor. IUCN kategoriserar arten globalt som sårbar. Inga underarter finns listade i Catalogue of Life.